# Батнан Варен
Батнан Варен (фр. Battenans-Varin) насеље је и општина у источној Француској у региону Франш-Конте, у департману Ду која припада префектури Монбелијар.
По подацима из 2011. године у општини је живело 75 становника, а густина насељености је износила 11,76 становника/km². Општина се простире на површини од 6,38 km². Налази се на средњој надморској висини од 550 метара (максималној 740 m, а минималној 408 m).

## Демографија
| 1962. | 1968. | 1975. | 1982. | 1990. | 1999. | 2011. |
| ----- | ----- | ----- | ----- | ----- | ----- | ----- |
| 84    | 106   | 78    | 58    | 64    | 56    | 75    |

График промене броја становника у току последњих година